# Dominic Cooper
Dominic Edward Cooper (2 de juny de 1978) és un actor anglés. Ha treballat al cinema, la televisió, el teatre, i la ràdio. Va participar en Mamma Mia! i la seqüela Mamma Mia! Here We Go Again. Va interpretar Jesse Custer al xou de l'AMC Preacher (2016–2019). Cooper també ha aparegut com el jove Howard Stark al Marvel Cinematic Universe, incloent Captain America: The First Avenger i Agent Carter.